# Moskovitz Bernát
Moskovitz Bernát, eredeti nevén Rabbi Baruch Zvi HaCohen Moskowitz-Rappaport (Bécs, 1907. január 6. – New York, 1990. január 5.) 1947-től Paks ortodox zsidó főrabbija, jelentős hittudós.

## Élete
Eredetileg makói kereskedő volt. A szatmári jesivában tanult, és más települések ortodox rabbijait is meglátogatta. A holokauszt és Altmann Simon Auschwitzba való deportálása után 1947. július 20-án választották meg Paks rabbijává. Feltételezik, hogy ő lehetett az utolsó, hagyományos formában kinevezett magyarországi ortodox zsidó rabbi.
Szolgálata idején 1952-ig (más források szerint 1956-ig) működött egy jesiva is a településen, ahol 50-60 fiú tudott talmudi tudományokat elsajátítani.
Moskovitz Bernát 1959-ben Bécsbe költözött. Számos könyvet írt (pl. Tenuvot Baruch, Mishmeret Zvi). Tanítványai Angliában, Izraelben, és Amerikában élnek.